# جون أندريه
جون أندريه (بالإنجليزية: John André) (2 مايو 1750 - 2 أكتوبر 1780) كان ضابط في الجيش البريطاني شنق كجاسوس من قبل الجيش القاري خلال حرب الاستقلال الأمريكية لمساعدة بينيديكت أرنولد في محاولة الاستسلام للقلعة في وست بوينت بولاية نيويورك للبريطانيين.

## روابط خارجية
- جون أندريه على موقع الموسوعة البريطانية (الإنجليزية)